# 1641
1641 (MDCXLI) var ett normalår som började en tisdag i den gregorianska kalendern och ett normalår som började en fredag i den julianska kalendern.

## Händelser

### Maj
- 10 maj – Johan Banér dör i Halberstadt och efterträds som svensk överbefälhavare av Lennart Torstenson.

### Juni
- 19 juni – Svenskarna besegrar kejsarens trupper i slaget vid Wolfenbüttel.

### Juli
- 14 juli – Stillestånd sluts mellan Sverige och Brandenburg i Stockholm.

### Augusti
- 9 augusti – Österrike erkänner Graubünden.[1]
- 16 augusti – Järle län konstitueras som eget landshövdingedöme vid ett möte i Riksrådet.

### November
- 25 november – Nederländerna ockuperar Maranhão.[2]

### Okänt datum
- Gymnasierna i Skara och Viborg inrättas.
- Louis De Geer adlas för sina förtjänster som svenska kronans vapenleverantör och industrimagnat.
- Avesta stad och Falu stad får stadsprivilegium.
- Kalmar slott drabbas av en svår brand.
- Byggandet av Riddarhuset i Stockholm påbörjas.
- Den indiska staden Madras grundas av Brittiska Ostindiska Kompaniet.
- Flera tusen katolska upprorsmän dödas i Irland efter ett misslyckat uppror mot England.[3]

## Födda
- 22 november – Anthonie Heinsius, nederländsk statsman.
- 20 december – Urban Hjärne, svensk läkare och naturforskare.[4]
- Giovanni Battista Contini, italiensk arkitekt.
- Gertrud Möller, tysk författare.

## Avlidna
- 2 april – Georg, hertig av Braunschweig-Lüneburg.
- 10 maj – Johan Banér, svensk militär och fältmarskalk, en av Sveriges främsta fältherrar.
- 9 december – Anthonis van Dyck, flamländsk målare.
- Sara Copia Sullam, italiensk-judisk poet, författare och salongsvärd.

### Fotnoter
1. ↑  World Statesmen (läst 8 april 2011)
2. ↑  World Statesmen (läst 3 april 2011)
3. ↑  ”Nya vittnesmål blodigt uppror 1641”. Allt om Historia (2):  sid. 10. 2011.
4. ↑  Det hände i dag